# Eleccions i referèndum alemanys de 1938
Les eleccions i referèndum alemanys de 1938 es van celebrar el 10 d'abril a Alemanya i a l'Àustria annexionada per escollir els nous membres del Reichstag, les darreres durant el règim nazi. Van prendre la forma d'un referèndum d'una sola pregunta, preguntant als votants si aprovaven alhora la reunificació d'Àustria amb el Reich i la llista única d'Adolf Hitler.
Les eleccions es van dur a terme principalment per validar popularment l'annexió vinculant-ho al NSDAP, la participació a les eleccions va ser oficialment del 99,59%, amb un 99,01% de vot afirmatiu. A Àustria, xifres oficials van afirmar que el 99,73% va votar a favor, amb una participació del 99,71%. Amb la posterior annexió del Sudets, el 4 de desembre es van celebrar noves eleccions per triar 41 escons addicionals. En aquests comicis, que es van celebrar exclusivament en aquest nou territori, els candidats del NSDAP van rebre oficialment el 97,32% dels vots.
El nou Reichstag, el darrer del Reich alemany, es va reunir per primera vegada el 30 de gener de 1939, per a l'elecció d'un presídium encapçalat pel llavors president del Reichstag Hermann Göring. El Reichstag es va reunir només set vegades més, l'última el 26 de juliol de 1942. El 25 de gener de 1943, Hitler va posposar les eleccions en ocasió de la guerra, ampliant la durada del període legislatiu fins al 30 de gener de 1947. Abans, però, el Reich alemany seria derrotat per les forces aliades, posant fi al poder nazi.

## Resultats

### Alemanya
|                               |                               |            |       |        |
| Partit                        | Partit                        | Vots       | %     | Escons |
|                               | NSDAP                         | 44,451,092 | 99.01 | 813    |
| En contra                     | En contra                     | 443,023    | 0.91  | –      |
| Vots invàlids/blancs          | Vots invàlids/blancs          | 69,890     | 0.08  | –      |
| Total                         | Total                         | 44,964,005 | 100   | 813    |
| Votants inscrits/Participació | Votants inscrits/Participació | 45,149,952 | 99.59 | –      |
| Font: Democracia Directa      |                               |            |       |        |

### Àustria
| Opció                         | Vots      | %     |
| ----------------------------- | --------- | ----- |
| A favor                       | 4,453,912 | 99.73 |
| En contra                     | 11,929    | 0.27  |
| Vots nuls/blancs              | 5,777     | –     |
| Total                         | 4,471,618 | 100   |
| Votants inscrits/Participació | 4,484,617 | 99.71 |
| Font: Democracia Directa      |           |       |

### Sudets
| Partit                        | Partit                        | Vots      | %     | Escons |
| ----------------------------- | ----------------------------- | --------- | ----- | ------ |
|                               | NSDAP                         | 2,464,681 | 98.68 | 41     |
| En contra                     | En contra                     | 32,923    | 1.32  | –      |
| Vots nuls/blancs              | Vots nuls/blancs              | 32,923    | 1.32  | –      |
| Total                         | Total                         | 2,497,604 | 100   | 41     |
| Votants inscrits/Participació | Votants inscrits/Participació | 2,532,863 | 98.90 | –      |
| Font: Nohlen & Stöver         |                               |           |       |        |